# Герхардт, Эрнст
Эрнст Герхардт (нем. Ernst Gehrhardt; 1867, Целла-Мелис — 14 февраля 1936, Брассельсберг, Кассель) — немецкий ученый-лесовод, профессор Королевской прусской лесной академии в Мюндене; член НСДАП.

## Биография
Эрнст Герхардт родился в 1867 году в Целла-Мелисе; он окончил реальную гимназию в Майнингене в 1887 году. Во время получения высшего образования Герхардт стал членом студенческого братства «Ассоциация немецких студентов в Мюнхене» (Verein Deutscher Studenten München). В 1901 году в Тюбингенском университете он получил степень кандидата наук. После этого он занял пост в муниципальном главном лесничестве в Кобленце и Фаллендаре.
После 1919 года Герхардт был выслан французскими властями из оккупированной Рейнской области — начал работать в правительственном лесном управлении Магдебурга. С 1923 года — до своего выхода на пенсию в 1934 — он работал в Королевской прусской лесной академии в Мюндене, где стал полным профессором. Эрнст Герхардт вступил в НСДАП до 1933 года; 11 ноября 1933 года он был среди более 900 ученых и преподавателей немецких университетов и вузов, подписавших «Заявление профессоров о поддержке Адольфа Гитлера и национал-социалистического государства». Поддержал антисемитские действия студентов лесной академии против своего коллеги Рихарда Фалька (Richard Falck, 1873—1955). Герхардт скончался 14 февраля 1936 года в поселке Брассельсберге.
Работы Гехардта получили всемирную известность.

## Работы
- Die theoretische und praktische Bedeutung des arithmetischen Mittelstammes: nebst Anhang, Keyssner, Meiningen 1901 (= Dissertation).
- Ertragstafeln für Eiche, Buche, Tanne, Fichte und Kiefer, J. Springer, Berlin 1923.
- Ertragstafeln für reine und gleichartige Hochwaldbestände von Eiche, Buche, Tanne, Fichte, Kiefer, grüner Douglasie und Lärche, J. Springer, Berlin 1930.
- Eine Studie über die Inhaltsermittlung von Probestämmen, Parey, Berlin 1932.